# Annik Van den Bosch
Annik Van den Bosch, née le 20 juin 1971 à Ekeren, est une femme politique belge, membre du Parti du travail de Belgique (PTB).

## Biographie
Annik Van den Bosch nait le 20 juin 1971 à Ekeren.
Aux élections législatives fédérales de 2024, Annik Van den Bosch est élue à la Chambre des Représentants.